# Кюнг, Николай Фёдорович
Николай Фёдорович Кюнг (1917—2008) — старший лейтенант Рабоче-крестьянской Красной Армии, участник Великой Отечественной войны, один из организаторов успешного восстания в концентрационном лагере Бухенвальде, общественный деятель.

## Биография
Николай Фёдорович Кюнг родился 9 августа 1917 года в селе Софьино Сычёвского уезда Смоленской губернии (ныне — Сычёвский район Смоленской области). По отцу швейцарского происхождения. Отец, Фёдор Иванович Кюнг, работал скотоводом, сыроделом в помещичьем имении, мать Ефросинья Тимофеевна, работала дояркой. В 1929 году его родители вступили в колхоз «Победа». Учась в школе, Кюнг-младший активно занимался спортом, вступил в Осоавиахим и в ВЛКСМ, был избран внештатным членом Вяземского горкома комсомола Смоленской области, возглавлял направление военно-спортивной работы. В 1932 году Кюнг с отличием окончил Тёсовскую девятилетнюю школу Новодугинского района Смоленской области, после чего поступил в Вяземский педагогический техникум. Окончил его в 1935 году, и получил назначение на должность учителя истории и обществознания Семлёвской средней школы № 2. С 1938 года являлся директором этой школы. В 1939 году с отличием заочно окончил исторический факультет Ленинградского государственного университета.
15 сентября 1939 года Кюнг был призван на службу в Рабоче-Крестьянскую Красную Армию Вяземским районным военным комиссариатом Смоленской области. Окончил полковую школу 84-го стрелкового полка 6-й стрелковой дивизии Западного особого военного округа, после чего служил в ней же сначала помощником командира взвода, затем заместителем политрука. 20 июня 1941 года был принят в члены ВКП(б).
Начало Великой Отечественной войны застало его в Брестской крепости. С 22 июня 1941 года он принимал активное участие в боевых действиях. 23 июня при отражении атаки немецких войск на валы южного острова Брестской крепости был ранен штыком в левую руку, второе ранение, на сей раз пулевое, получил утром 27 июня при прорыве из крепости. Совместно с другими частями сумел выйти из Бреста и добраться до основных сил.
Участвовал в боях за Бобруйск, переправе на восточный берег Днепра в районе города Лоева, боях под Борзной, Конотопом, Бахмачом, Нежиным, Прилуками. В конце июля 1941 года к югу от Бобруйска получил третье за войну, пулевое ранение в правую руку. Во время разгрома Юго-Западного фронта осенью 1941 года оказался в окружении, был в четвёртый раз ранен, осколком гранаты в правую ногу ниже колена, и при попытке выйти к своим попал в немецкий плен.
Первоначально содержался в лагерях для военнопленных сначала в Гомеле, затем в Минске. Позднее в товарном эшелоне Кюнг был направлен в Германию, в лагерь для военнопленных шталаг-304 под Лейпцигом. В июле 1942 года отобран в числе 600 военнопленных как годный к работе на шахте в Бельгии. Там он примкнул к антифашистской организации, подпольно действовавшей в лагере. 4 августа 1943 года открыто выступил против вербовки военнопленных в Русскую освободительную армию, за что был арестован гестапо и помещён в тюрьму Франкфурта-на-Майне. Спустя некоторое время направлен в концентрационный лагерь Бухенвальд. Там он примкнул к действовавшему в лагере интернациональному подполью. Совместно с другими учителями, оказавшимися в Бухенвальде, он по ночам стал обучать детей погибших пограничников и расстрелянных партизан, содержавшихся в одном из бараков, истории и географии.
В начале апреля 1945 года, когда стало известно о планах ликвидации лагеря и уничтожения всех заключённых, подпольная организация, один из активных членов которой был Кюнг, приняла решение о подготовке восстания. 11 апреля 1945 года при его активном участии было поднято успешное восстание — заключённые перебили охрану и установили контроль над лагерем. Вскоре в него вошли американские войска. Благодаря восстанию было спасено более 21 тысячи человек.
По возвращении в СССР в звании лейтенанта Кюнг был уволен в запас, позднее ему было присвоено звание старшего лейтенанта запаса. Переехал в Подольский район Московской области, работал учителем, одновременно был нештатным инструктором Подольского горкома ВКП(б), агитатором, лектором. 11 марта 1949 года был арестован по сфабрикованному обвинению в добровольной сдаче в плен, работе на гестапо в период пребывания в лагере, а также работе на иностранную разведку. В течение четырнадцати месяцев находился в заключении, затем был освобождён. Работал учителем, затем директором Подольской средней школы № 4 Московской области.
После создания в 1956 году Советского Комитета ветеранов войны был избран от Московской области членом его Президиума, а затем возглавил секцию бывших военнопленных в составе Комитета. С 1960 года — вице-президент Международного Комитета бывших узников Бухенвальда. Являлся членом редколлегии Международного сборника «Бухенвальд. Документы и воспоминания». На протяжении многих лет возглавлял Совет ветеранов города Щербинка Московской области. Опубликовал книги «Война за колючей проволокой», переведённой на ряд иностранных языков, «Не сломленный судьбой», «Мужество непокорённых». Неоднократно публиковался в центральной печати СССР и России, становился героем документальных фильмов. Участвовал в юбилейных Парадах Победы в 1990 и 1995 годах.
Умер 30 января 2008 года.

## Награды
- 2 ордена Отечественной войны 1-й степени (8 февраля 1958 года, 11 марта 1985 года);
- Медаль «За Победу над Германией в Великой Отечественной войне 1941—1945 гг.» и юбилейные медали;
- Медаль «Борец-антифашист. 1933—1945 гг.» (ГДР);
- Медаль «Знак чести» (Чехословакия);
- Медаль «Крест святого рыцаря» (Франция, Организация борцов сопротивления фашизму, 1960);
- Прочие общественные медали и Почётные грамоты;
- Почётный гражданин города Щербинка Московской области (9 августа 2001 года).